# Horace Brown
Horace Tabberer Brown (20 de julho de 1848 — 6 de fevereiro de 1925) foi um químico britânico.
Em 1866 iniciou a trabalhar na Cervejaria Worthington. Concentrou-se em resolver problemas associados à produção de cerveja usando e desenvolvendo princípios científicos. Suas pesquisas envolveram germinação da cevada, microbiologia da cerveja, composição da água, oxigênio e fermentação, teor alcoólico a análise da cerveja
Polímata do universo cervejeiro, produzindo num período superior a meio século. Seus trabalhos anteriores foram direcionados à águas residuais
Foi eleito membro da Royal Society em 1889. A partir de 1890 estudou a absorção do dióxido de carbono pelas plantas.

## Medalha Horace Brown
O Instituto de Cervejeiros e Destiladores concede trianualmente a Medalha Horace Brown a pesquisadores.